# ジョン・ヒンチ
ジョン・ヒンチ（John Hinch、1947年6月19日-2021年4月29日）は、イギリスのドラマー。1973年から1975年までヘヴィメタルバンド、ジューダス・プリーストのドラマーとして活動した。

## 経歴
バーミンガムの様々なバンドで活動し、1972年から1973年まではロブ・ハルフォードと共に「ヒロシマ (Hiroshima)」で活動した。
1973年5月、ヒロシマのライブを見たK・K・ダウニングとイアン・ヒルに誘われてジューダス・プリーストに加入。1974年にアルバム『ロッカ・ローラ』をレコーディングした。ヒンチはバンドの運転手兼マネージャーでもあった。
彼のドラム演奏は、ジャズからロックまで、多くのジャンルスタイルをバスドラム1台でこなした。彼は常に、スネアドラム、シングル・バスドラム、シングル・タムタム、シングル・フロアタムという伝統的なジャズロック・ドラム・キットを使用しており、大型のキットや機材を使用する数多くのドラマーとは対照的だった。
しかし、グレン・ティプトンとの意見の相違や対立により1975年に脱退。脱退後は音楽マネージメントの道に進み、ウリ・ジョン・ロートらと仕事をした。
1987年7月、ジェーン・ダユスと結婚(2010年に離婚)。後に息子のフレイザーが誕生する。
近年、彼は音楽伝記作家やインタビュアーのインタビューでジューダス・プリーストについて語ることが多い。また、バンドの伝記『Judas Priest Defenders of the Faith』の製作にも協力した。
2021年4月29日に死去、享年73。ハルフォードは「彼のドラムのスタイルは力強く、直接的でユニークだった。今日はロッカ・ローラを贈るよ！」と追悼を捧げた。ダウニングも追悼を捧げ、「ジョンはいつも頼れる存在で、今思えば欠点がないとしか言いようのないドラムの才能を含め、自分の能力を最大限に発揮してくれた」と語った。